# Heiner Hopfner
Heiner Hopfner (* 28. Juni 1941 in Mitterteich; † 31. August 2014) war ein deutscher Opern-, Lied- und Konzertsänger der Stimmlage Tenor sowie Gesangspädagoge.

## Leben und künstlerisches Wirken
Im Alter von acht Jahren kam er zu den Regensburger Domspatzen. Nach dem Abitur, das er 1962 am Deutschen Gymnasium in Amberg ablegte, studierte er Gesang an der Musikhochschule München und Pädagogik an der Münchner Ludwig-Maximilians-Universität. Während seiner dreijährigen Referendarzeit gewann er mehrere internationale Preise und widmete sich verstärkt seiner Karriere als Opern-, Lied- und Konzertsänger. Folgend sang er auf den großen deutschsprachigen Musikbühnen, u. a. an der Bayerischen Staatsoper, und viele Lied- und Konzertabende führten ihn in die großen nationalen und internationalen Konzertsäle. In den späten 1970er Jahren war er der führende Tenor der Staatstheater Kassel.
Der Sänger arbeitete während seiner sängerischen Laufbahn mit Dirigenten zusammen, wie Eugen Jochum, Herbert von Karajan, Karl Böhm, Karl Richter, Helmuth Rilling, Georg Solti, Wolfgang Sawallisch, um nur einige der vielen zu nennen.
Heiner Hopfner unterrichtete Gesang am Mozarteum in Salzburg. Zu seinen Schülern gehören u. a. Christiane Karg, Laura Schroeder, Joel Montero, Cordula Schuster etc. Ferner war er Jurymitglied des Internationalen Mozartwettbewerbs.
Am 31. August 2014 verstarb Heiner Hopfner im Alter von 73 Jahren.

## Diskografie (Auswahl)
- J. S. Bach, Weihnachtsoratorium, Label: Archiv 2723057
- Kantaten und Lieder zur Weihnacht, Label: Christophorus Entrée 1994
- Der Vampir, Label: Opera d’Oro 2005
- Karl Ditter von Dittersdorf, Label: Ars Nusici 2009